# ألان شنايدر
ألان شنايدر (بالإنجليزية: Alan Schneider)‏ هو معلم موسيقى ومخرج أمريكي، ولد في 12 ديسمبر 1917 في خاركيف في أوكرانيا، وتوفي في 3 مايو 1984 في لندن في المملكة المتحدة بسبب حادث مرور.

## وصلات خارجية
- ألان شنايدر على موقع IMDb (الإنجليزية)
- ألان شنايدر على موقع ميوزك برينز (الإنجليزية)
- ألان شنايدر على موقع أول موفي (الإنجليزية)
- ألان شنايدر على موقع قاعدة بيانات برودواي على الإنترنت (الإنجليزية)
- ألان شنايدر على موقع قاعدة بيانات الفيلم (الإنجليزية)
- ألان شنايدر على موقع كينوبويسك (الروسية)